# NGC 1810
NGC 1810 is een open sterrenhoop in het sterrenbeeld Goudvis. Het hemelobject werd op 23 november 1834 ontdekt door de Schotse astronoom James Dunlop.

## Synoniemen
- ESO 85-SC35